# Коскинен, Харро
Харро Коскинен (фин. Harro Koskinen; 24 августа 1945, Турку, Финляндия) — финский художник, ставший широко известным благодаря серии скандальных работ в стиле поп-арт.

## Биография
Родился 24 августа 1945 года в Турку, где с 1965 по 1967 годы учился в художественной школе. Работал в качестве искусствоведа в ряде периодических изданий.
Художник стал скандально известным в 1969 году, после создания ряда работ со свиньями. Против художника было возбуждено судебное дело за оскорбление религиозных чувств в работе «Свиной Мессия». Коскинена приговорили к штрафу, но не конфисковали произведения. Позже серия, в которую входит семья свиней за обедом, смотрящая телевизор со свиньей, распятье, герб Финляндии и герб полиции со свиньей и другое, была приобретена финскими музеями.
В 2005 году вышел на пенсию. В 2007 году в ряде художественных музеев Финляндии прошли его ретроспективные выставки.

## Работы
Герб Финляндии («Свиной герб», 1969) висел в кабинете министра по делам культуры и спорта от партии левых Пааво Архинмяки.